# Drum's Not Dead
Drum's Not Dead är ett konceptalbum av det amerikanska bandet Liars. Det släpptes 20 februari 2006 genom Mute Records och spelades in under 2004 i Berlin. Albumet karaktäriseras av dess fokus på trummor, distade gitarrer och falsettsång.
En DVD med tre olika musikvideor för varje låt medföljer på vissa utgåvor av albumet, regisserade av Markus Wambsganss och bandmedlemmarna Angus Andrew och Julian Gross.

## Bakgrund

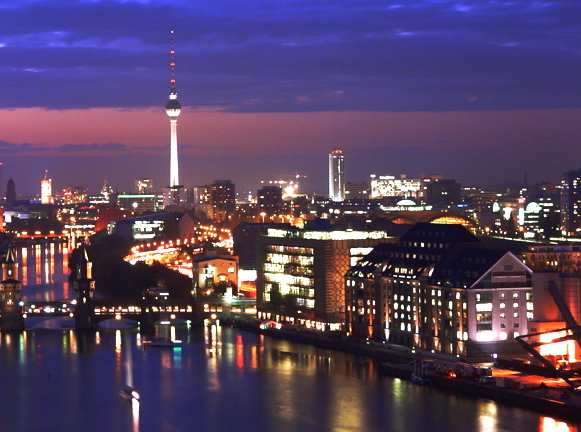
Liars flyttade under 2004 till Berlin

Liars flyttade under 2004 till Berlin, Tyskland "för att komma ifrån allt". Sångaren, Angus Andrew, har i efterhand sagt att Berlin var en bra arbetsmiljö för bandet, men att det var svårt att få till inspelningssessioner. De spelade in Drum's Not Dead i en studio i östra Berlin kallad Planet Roc. Det är en av världens största studior, byggd mellan 1951 och 1956 av arkitekten Franz Ehrlich. Studion gav bandet stora kreativa möjligheter, med ett labyrintiskt system av rum, alla med distinkta akustika fördelar.
21 november 2005 släpptes "It Fit When I Was a Kid" på CD och 7" vinyl som första singel från albumet. Omslaget på den singeln skapade viss kontrovers då den ocensurerade versionen innehåller pornografi.
13 februari 2006 släpptes albumets andra singel, "The Other Side of Mt. Heart Attack" på CD och 7" vinyl.

## Musikalisk stil och sångtext
Drum's Not Dead har blivit beskrivet som mer lättförståeligt än deras tidigare studioalbum.

### Musikalisk stil
Drum's Not Dead fortsätter på samma experimenterande spår som deras andra studioalbum, They Were Wrong, So We Drowned. Trummorna är i fokus under hela albumet, såväl som distade gitarrer och falsettsång. Albumet innehåller även loopade samplingar av havsvågor. Albumets musikaliska stil har beskrivits som snarlikt deras tidigare album, fast ett stort steg framåt. Albumet innehåller få musikaliska pauser och en instrumental låt, "It's All Blooming Now Mt. Heart Attack".
The A.V. Club noterade inga tydliga tyska influenser på albumet, trots att gruppen precis hade flyttat dit.

### Sångtext och koncept
"It seems like all our friends have gone," (Mt. Heart Attack)

"You drove them out," (Drum)

"Was I naïve to think they'd stay?" (Mt. Heart Attack)

"You were a bore," (Drum)
Albumets titel och flera låtar refererar till två fiktiva karaktärer, "Drum" och "Mount Heart Attack". "Mount Heart Attack" representerar stress och självtvivel, och "Drum" representerar kreativitet och produktivitet. Båda blev viktiga delar i den kreativa processen. Allmusic beskriver relationen mellan dessa karaktärer som en "Yin och yang-relation".
Låttexten till "Drum Gets a Glimpse" är en konversation mellan "Mount Heart Attack" och "Drum" som tydligt visar de distinkta personligheterna.

## Medföljande DVD-film
En DVD-film med tre musikvideor till varje spår medföljer på vissa utgåvor av albumet. Markus Wambsganss och bandmedlemmarna Angus Andrew och Julian Gross har alla tre gjort en varsin musikvideo till varje låt. DVD:n innehåller även reseberättelser, "surrealistiska animationer" och "mini sci-fi eposer".

## Mottagande
På Metacritic har albumet 79 poäng av 100. Svenska Dagbladet gav albumet 5 av 6 i betyg och skrev att "De gräver sig djupt ner i mörkret [...] bara för att kunna explodera i ljus och evigt liv". Allmusic gillade albumets koncept men hävdade att musiken inte levde upp till det. Sputnikmusic gav albumet en positiv recension med betyget 4/5 och hävdade att albumet var "originellt, utmanande och framför allt ett njutbart album". Tiny Mix Tapes skrev att "Liars är det mest tankeväckande, provocerande och i slutändan viktigaste bandet som är aktivt idag". Pitchfork Media gav albumet en mycket positiv recension med betyget 9.0/10. Pitchfork listade även albumet på plats 6 på deras årslista 2006.

## Låtlista
| Nr           | Titel                                   | Längd |
| ------------ | --------------------------------------- | ----- |
| 1.           | Be Quiet Mt. Heart Attack!              | 3:28  |
| 2.           | Let's Not Wrestle Mt. Heart Attack      | 4:31  |
| 3.           | A Visit from Drum                       | 4:19  |
| 4.           | Drum Gets a Glimpse                     | 4:14  |
| 5.           | It Fit When I Was a Kid                 | 4:02  |
| 6.           | The Wrong Coat for You Mt. Heart Attack | 3:59  |
| 7.           | Hold You, Drum                          | 4:42  |
| 8.           | It's All Blooming Now Mt. Heart Attack  | 3:09  |
| 9.           | Drum and the Uncomfortable Can          | 4:55  |
| 10.          | You, Drum                               | 1:15  |
| 11.          | To Hold You, Drum                       | 4:04  |
| 12.          | The Other Side of Mt. Heart Attack      | 4:45  |
| Total längd: | Total längd:                            | 47:29 |